# Diplodus vulgaris
Diplodus vulgaris är en fiskart som först beskrevs av Geoffroy Saint-hilaire, 1817.  Diplodus vulgaris ingår i släktet Diplodus och familjen havsrudefiskar. Inga underarter finns listade i Catalogue of Life.